# Лоћика (Алексинац)
Лоћика је насеље у Србији у општини Алексинац у Нишавском округу. Према попису из 2022. било је 240 становника (према попису из 1991. било је 449 становника).

## Демографија
У насељу Лоћика живи 320 пунолетних становника, а просечна старост становништва износи 46,8 година (44,1 код мушкараца и 49,7 код жена). У насељу има 136 домаћинстава, а просечан број чланова по домаћинству је 2,79.
Ово насеље је скоро у потпуности насељено Србима (према попису из 2002. године), а у последња три пописа, примећен је пад у броју становника.
|  |

| Демографија | Демографија | Демографија |
| Година      | Становника  | Становника  |
| ----------- | ----------- | ----------- |
| 1948.       | 688         |             |
| 1953.       | 693         |             |
| 1961.       | 710         |             |
| 1971.       | 626         |             |
| 1981.       | 524         |             |
| 1991.       | 449         | 449         |
| 2002.       | 380         | 381         |

| Етнички састав према попису из 2002.‍ | Етнички састав према попису из 2002.‍ | Етнички састав према попису из 2002.‍ | Етнички састав према попису из 2002.‍ | Етнички састав према попису из 2002.‍ |
| ------------------------------------ | ------------------------------------ | ------------------------------------ | ------------------------------------ | ------------------------------------ |
|                                      |                                      |                                      |                                      |                                      |
| Срби                                 | Срби                                 |                                      | 377                                  | 99,21%                               |
| непознато                            | непознато                            |                                      | 3                                    | 0,78%                                |

| Година пописа     | 1948. | 1953. | 1961. | 1971. | 1981. | 1991. | 2002. |
| ----------------- | ----- | ----- | ----- | ----- | ----- | ----- | ----- |
| Број домаћинстава | 144   | 159   | 170   | 168   | 185   | 142   | 136   |

| Број чланова      | 1  | 2  | 3  | 4  | 5  | 6 | 7 | 8 | 9 | 10 и више | Просек |
| ----------------- | -- | -- | -- | -- | -- | - | - | - | - | --------- | ------ |
| Број домаћинстава | 32 | 46 | 21 | 12 | 12 | 8 | 3 | 2 | 0 | 0         | 2,79   |

| Пол    | Укупно | Неожењен/Неудата | Ожењен/Удата | Удовац/Удовица | Разведен/Разведена | Непознато |
| ------ | ------ | ---------------- | ------------ | -------------- | ------------------ | --------- |
| Мушки  | 168    | 44               | 111          | 13             | 0                  | 0         |
| Женски | 163    | 17               | 110          | 34             | 0                  | 2         |
| УКУПНО | 331    | 61               | 221          | 47             | 0                  | 2         |

| Пол    | Укупно                    | Пољопривреда, лов и шумарство | Рибарство                            | Вађење руде и камена | Прерађивачка индустрија       |
| ------ | ------------------------- | ----------------------------- | ------------------------------------ | -------------------- | ----------------------------- |
| Мушки  | 87                        | 47                            | 0                                    | 0                    | 9                             |
| Женски | 59                        | 46                            | 0                                    | 0                    | 4                             |
| УКУПНО | 146                       | 93                            | 0                                    | 0                    | 13                            |
| Пол    | Производња и снабдевање   | Грађевинарство                | Трговина                             | Хотели и ресторани   | Саобраћај, складиштење и везе |
| Мушки  | 2                         | 6                             | 3                                    | 1                    | 4                             |
| Женски | 0                         | 0                             | 2                                    | 0                    | 0                             |
| УКУПНО | 2                         | 6                             | 5                                    | 1                    | 4                             |
| Пол    | Финансијско посредовање   | Некретнине                    | Државна управа и одбрана             | Образовање           | Здравствени и социјални рад   |
| Мушки  | 0                         | 1                             | 6                                    | 1                    | 1                             |
| Женски | 0                         | 1                             | 0                                    | 1                    | 5                             |
| УКУПНО | 0                         | 2                             | 6                                    | 2                    | 6                             |
| Пол    | Остале услужне активности | Приватна домаћинства          | Екстериторијалне организације и тела | Непознато            | Непознато                     |
| Мушки  | 2                         | 0                             | 0                                    | 4                    | 4                             |
| Женски | 0                         | 0                             | 0                                    | 0                    | 0                             |
| УКУПНО | 2                         | 0                             | 0                                    | 4                    | 4                             |